# Båstad Station
Båstad Station er en svensk jernbanestation i Båstad i Skåne. 

## Trafik
Eneste togtrafik fra Båstad er Øresundstog. De går en gang i timen, og kører mod Göteborg, Halmstad, Ängelholm, Helsingborg, Landskrona, Malmö, Kastrup og videre mod Helsingør.

## Hallandsåstunnelen
Der er ved at blive bygget en tunnel under Hallandsåsen, der skulle forkorte rejsetiden mellem Ängelholm og Halmstad væsentligt. Når denne tunnel er færdig - hvilket man siger den er i 2015 - vil togene kunne køre fra Ängelholm til Laholm på omkring 15-20 minutter, hvor det i dag tager 30-35 minutter. Desuden vil trafikken til og fra den nuværende Båstad station ophøre, når Hallandsåstunnelen bliver taget i brug. Dog er der muligivis planer om, i en fjern fremtid, at anlægge stationer ved Förslöv og Grevie, og drive Pågatåg på denne bane.